# Фридрих XIV фон Байхлинген
Фридрих XIV фон Байхлинген (на немски: Friedrich XIV von Beichlingen; * ок. 1350; † 12 юни/15 юни 1426, Усти над Лабе (Аусиг), Бохемия) е граф на Байхлинген-Вие.

## Произход
Той е син на граф Хайнрих IV фон Байхлинген († 1386) и графиня София фон Регенщайн († ок. 1366), дъщеря на граф Бернхард I фон Регенщайн († 1368) и съпругата му фон Мансфелд-Кверфурт († 1354/1358). Внук е на граф Фридрих VII (X) фон Байхлинген († сл. 1342) и София фон Ваймар-Орламюнде († сл. 1354), дъщеря на граф Херман IV фон Орламюнде-Ваймар († 1319).
Фридрих XIV е убит в битката при Аусиг против хуситите на 12 юни/15 юни 1426 г. в Бохемия, като командир на войската на Ландграфство Тюрингия. В битката падат убити и синът му Фридрих XV и зет му Протце фон Кверфурт.

## Фамилия
Първи брак: с Хелена фон Майсен (* 1360; † 13 юли 1393), дъщеря на бургграф Майнхер V фон Майсен, граф на Хартенщайн († 1396) и София фон Шварцбург († сл. 1394). Те имат един син:
- Фридрих XV фон Байхлинген (* ок. 1375; † 12 юни 1426, Аусиг), граф на Байхлинген, женен пр. 30 януари 1418 г. за Агнес фон Хонщайн-Келбра (* ок. 1400; † сл. 1458)

Втори брак: ок. 1392/сл. 13 юли 1393 г. с графиня Мехтилд/Матилда фон Мансфелд-Кверфурт (* ок. 1375; † 1447), дъщеря на граф Бурхард VIII фон Мансфелд-Кверфурт († 1392) и принцеса Агнес II фон Брауншвайг-Люнебург († 1434). Те имат шест деца:
- Гюнтер фон Байхлинген († 1454)
- Бусо фон Байхлинген († 10 декември 1452), домхер в Бамберг (1419), домхер в Халберщат (1422), домхер във Вюрцбург (1423), катедрален приор в Халберщат (1435 – 1451)
- Герхард фон Байхлинген († сл. 1452), граф на Байхлинген, господар на Вие
- Агнес фон Байхлинген († пр. 30 юни 1441), омъжена ок. 1413 г. за Протце фон Кверфурт († 15/16 юни 1426, в битката при Аусиг)
- Маргарета фон Байхлинген († сл. 6 април 1427), омъжена сл. 1426 г. за бургграф Албрехт II (III) фон Кирхберг-Обер-Кранихфелд († сл. 1427)
- Фридрих III фон Байхлинген (VIII/VI) († 11 ноември 1464), архиепископ на Магдебург (1445 – 1464)